# النقل بالسكك الحديدية في الأردن

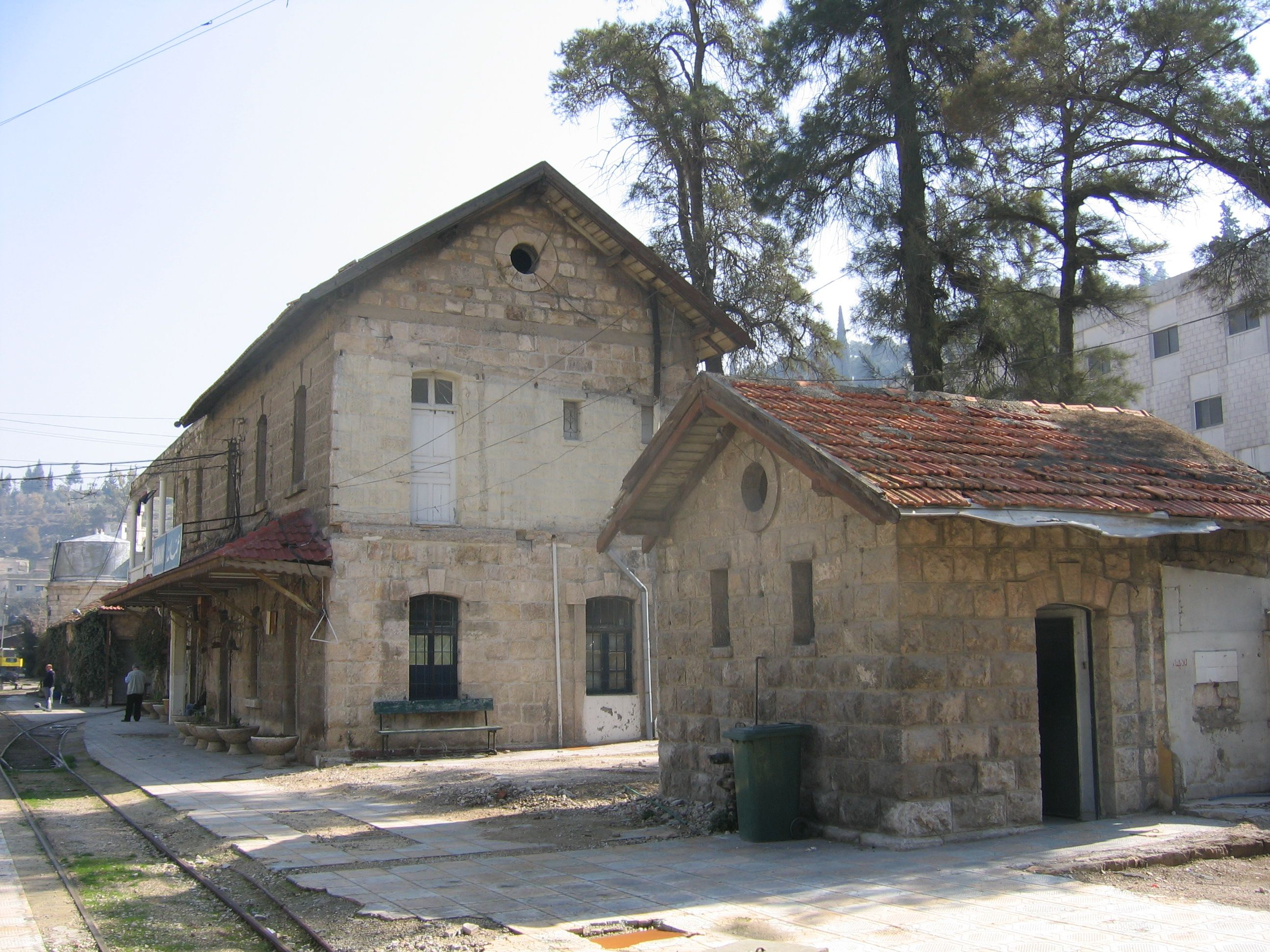
محطة عمّان.

النقل بالسكك الحديدية في الأردن بدأ في مطلع القرن العشرين، عندما قامت الدولة العثمانية بإنشاء خط حديد الحجاز بين عاميّ 1900-1908، وكان غرض الدولة العثمانية من إنشاء ذلك الخط تسهيل وصول الحجاج لتأدية فريضة الحج إلى مكة المكرمة، إضافة إلى المساهمة في بسط سيطرة العثمانيين على ولايات الإمبراطورية العثمانية في الشام و الحجاز، وبعد الثورة العربية الكبرى تعرضت أجزاء من ذلك الخط في منطقة جنوب الأردن إلى أضرار تعذّر ترميمها.

## الخط الحجازي حالياً
بلغ طول الخط داخل الأراضي الأردنية 451.5 كم، ويمتد من منطقة الحدود الأردنية-السورية في منطقة جابر في الشمال حتى مركز حدود المدورة بين الأردن-السعودية جنوباً، ويوجد عدة محطات للقطار من بينها محطة عمان و المفرق و الزرقاء ومعان وغيرها، يستخدم القطار لنقل البضائع كالإسمنت والسيارات ونقل المشتقات النفطية، تنظم مؤسسة الخط الحديدي الحجازي الأردني رحلات منتظمة إسبوعياً وفي العطل الرسمية للراغبين إلى محطة الجيزة القريبة من مطار الملكة علياء وإلى محطة القصر- أم الحيران بالقرب من مؤسسة الإذاعة والتلفزيون وإلى كل من الزرقاء و المفرق، وقبل الأزمة السورية في بداية العام 2011، كانت تنظم رحلات قطار ركاب بواقع رحلة يومياً من عمان إلى دمشق، كما كان يشغّل عدة قطارات شحن بضائع بين الأردن و سوريا.

## سكة حديد العقبة

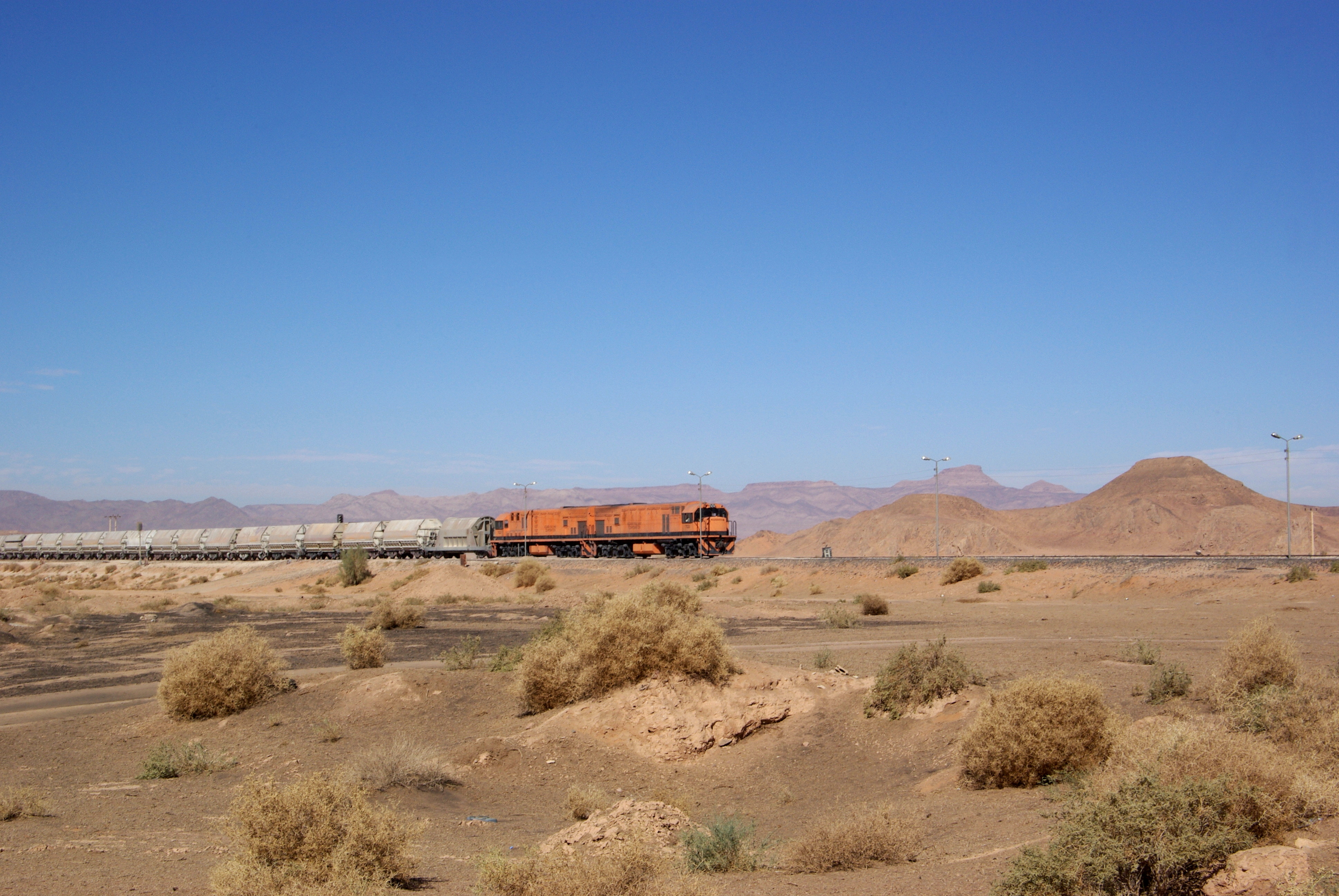
قطار متجه من محطة العقبة نحو محطة وادي رم

بدأ تشغيل سكة حديد العقبة في نوفمبر/ تشرين الثاني من عام 1972، بعد تقوية جزء من الخط الحديدي الحجازي جنوب الأردن وتحديداً من مناجم الحسا و وادي الأبيض لإنتاج الفوسفات لربطها بميناء العقبة مروراً بمنطقة بطن الغول في محافظة معان لنقل الفوسفات للميناء، يبلغ الطول الإجمالي للخط حوالي 293 كم، بلغ عدد الرحلات الفعلية خلال سنة 2015 ما مجموعة 1660 رحلة قطار، ومجموع الأطنان التي تم تحميلها في تلك الرحلات 2,077,578 طناً.

## مشاريع حديثة
سعت الحكومات المتعاقبة في الأردن خلال العقد الأخير، لربط المدن الأردنية وخصوصاً الكبرى منها بخطوط نقل بالسكة الحديدية وتقليل الاعتماد على النقل من خلال الحافلات، واستخدامه كذلك في ربط الأردن مع الدول المجاورة، غير أن تلك المساعي كانت تصطدم في أغلب الأحيان بالتأجيل وبطئ التنفيذ لعدم توفر التمويل اللازم، ومن هذه المشاريع مشروع شبكة السكك الحديدية الوطنية، وقد قدرت تكلفة التمويل اللازم لتنفيذ المشروع بنحو 2 مليار دينار أردني.
وقد صمم مشروع الشبكة ليكون من محورين رئيسيين هما:-
- محور (شمال - جنوب) من الحدود السورية إلى مدينة العقبة.
- محور (شرق - غرب) من إربد مروراً بالمفرق و الزرقاء حتى الحدود العراقية مع فرع يصل الحدود السعودية مروراً بالأزرق.[10]

## معرض الصور

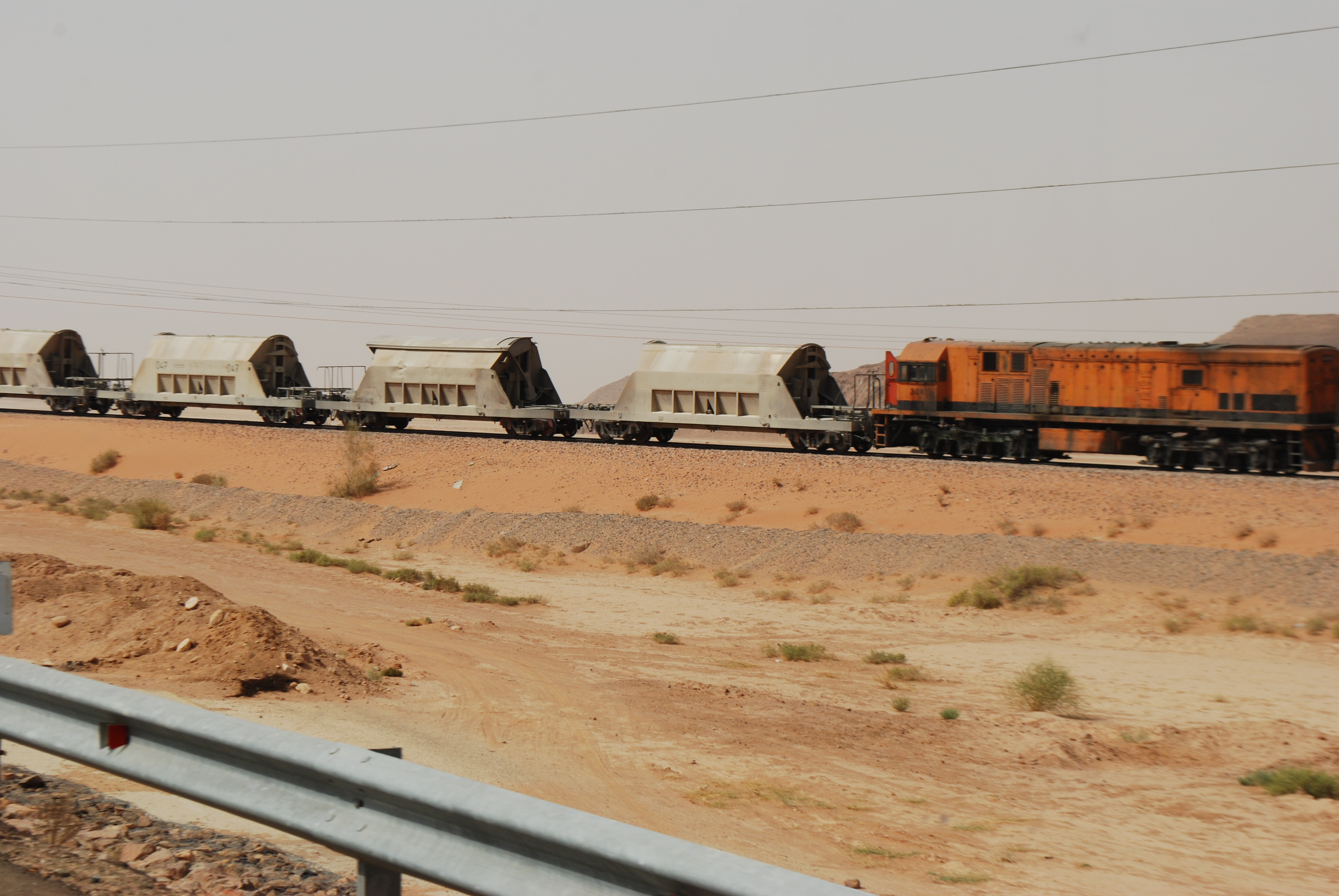
قطار لشحن الفوسفات بالقرب من معان يستخدم الخط الحجازي.
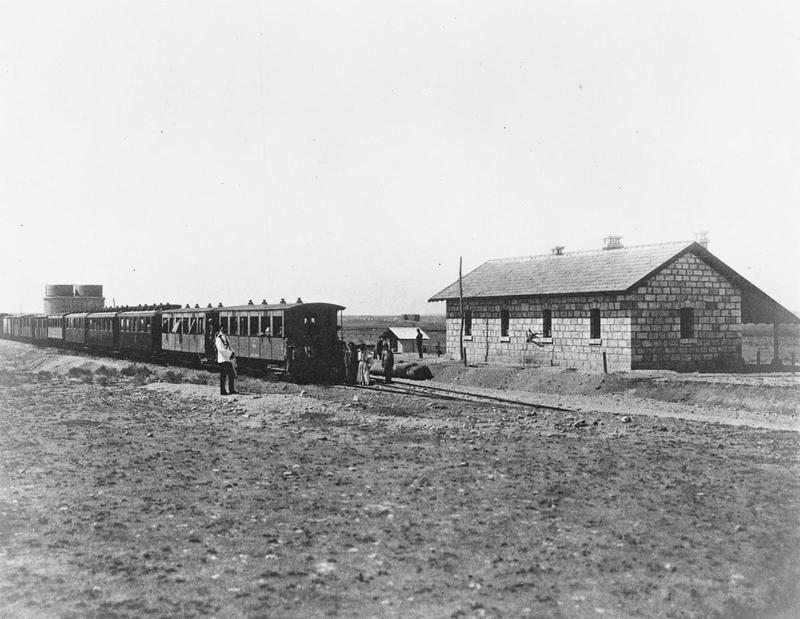
محطة الجيزة بالقرب من مادبا
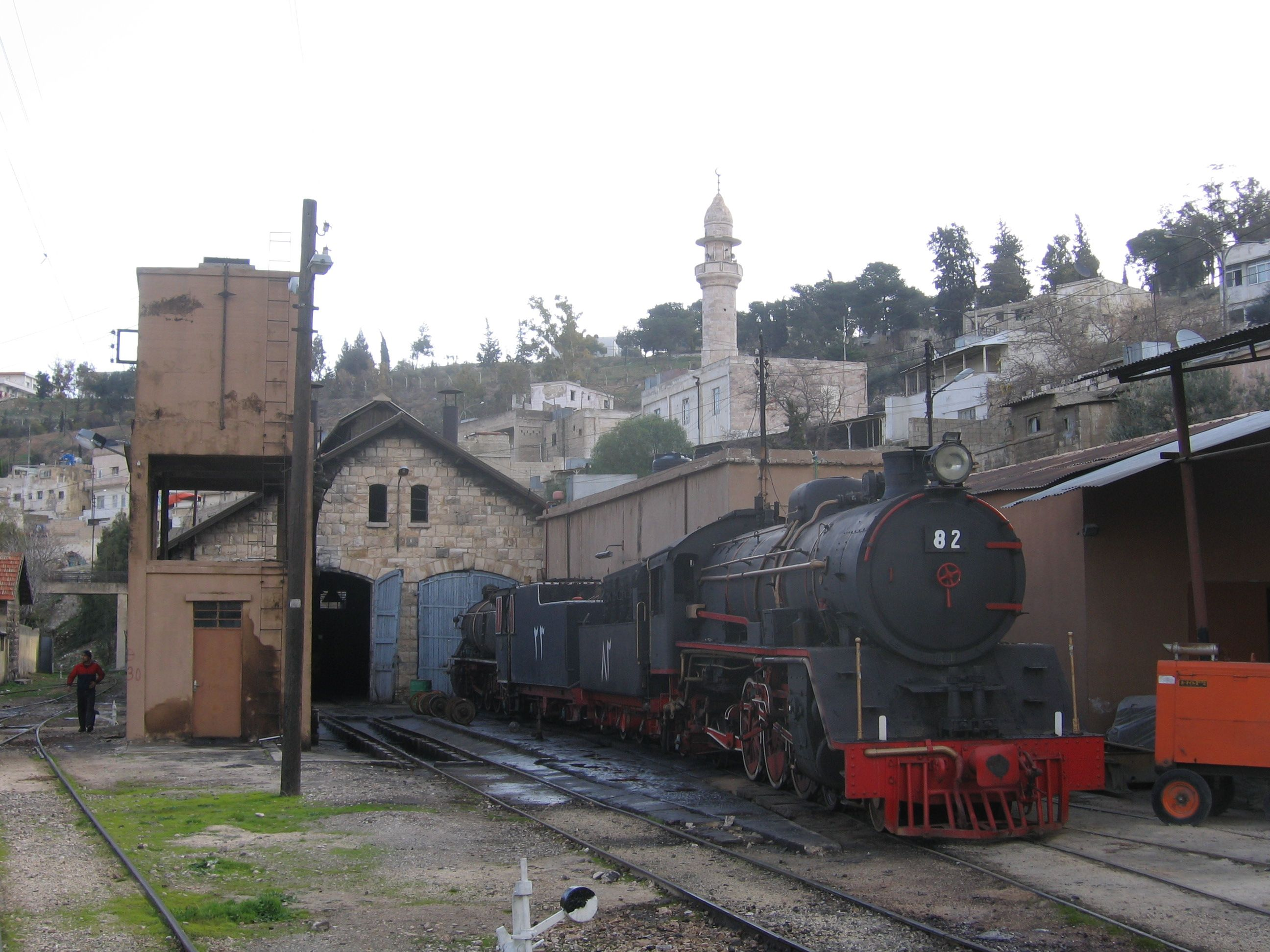
محطة عمّان
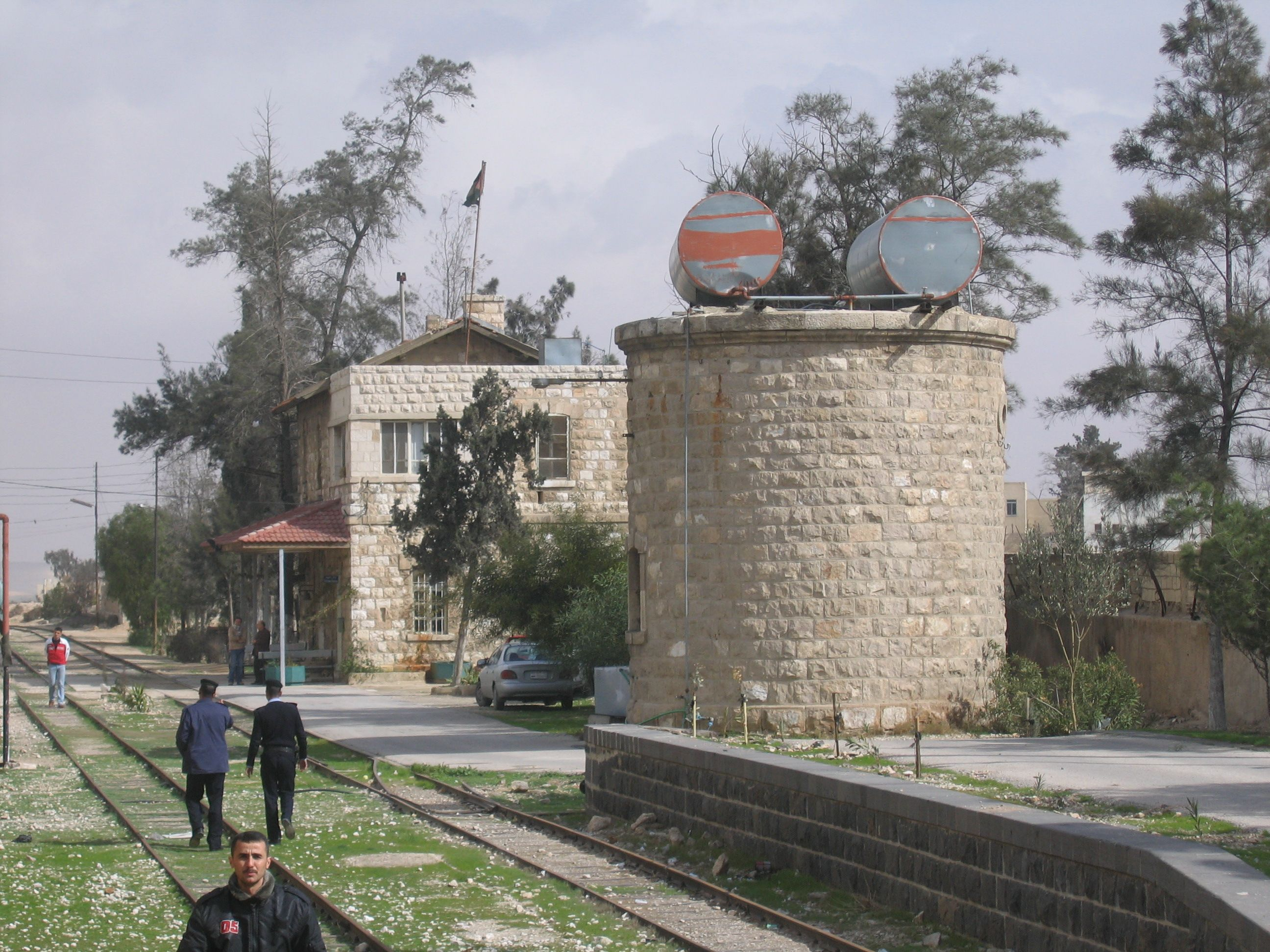
محطة الزرقاء
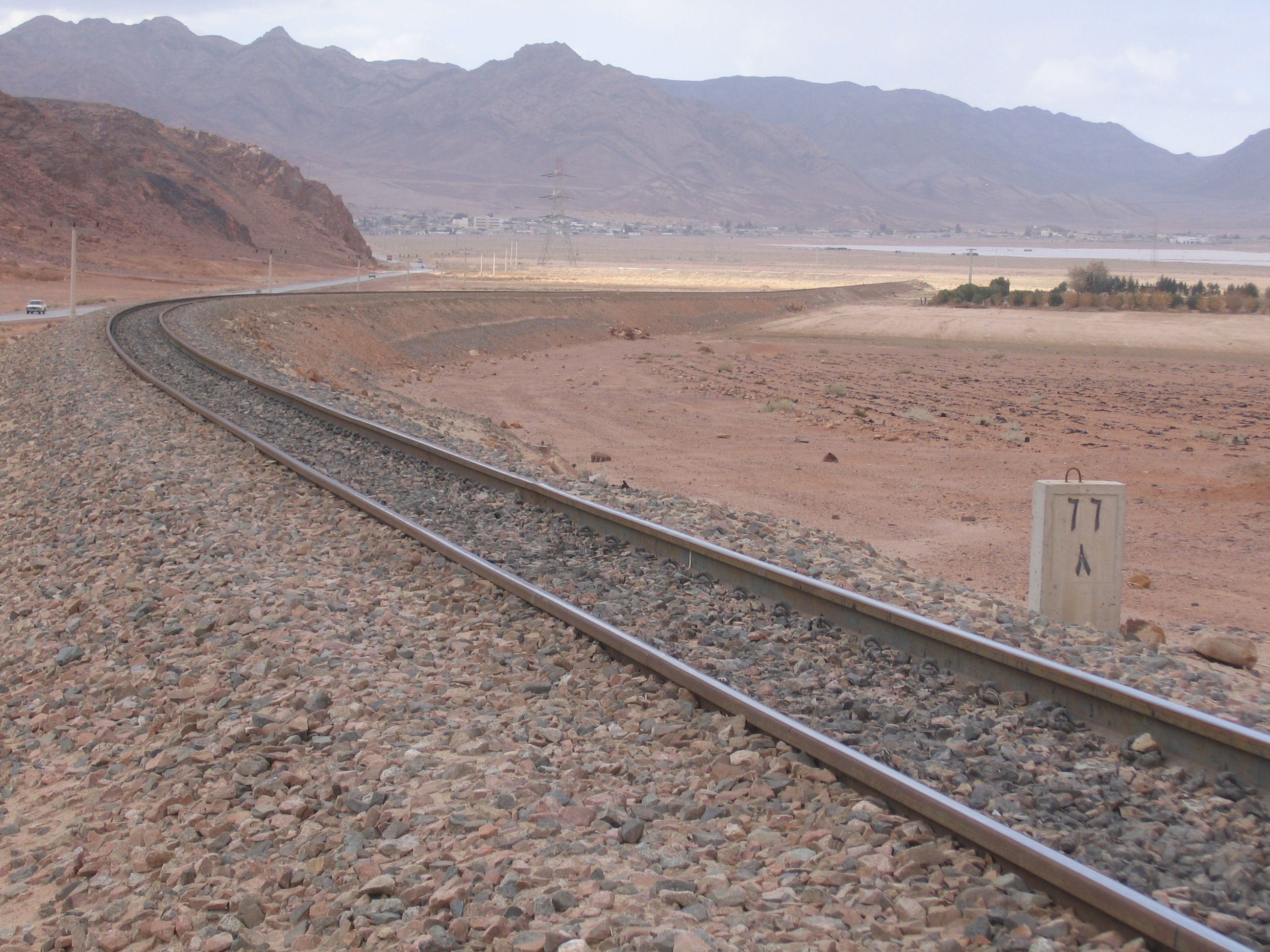
قسم تم تجديده من الخط الحجازي الأردني غرب وادي رم
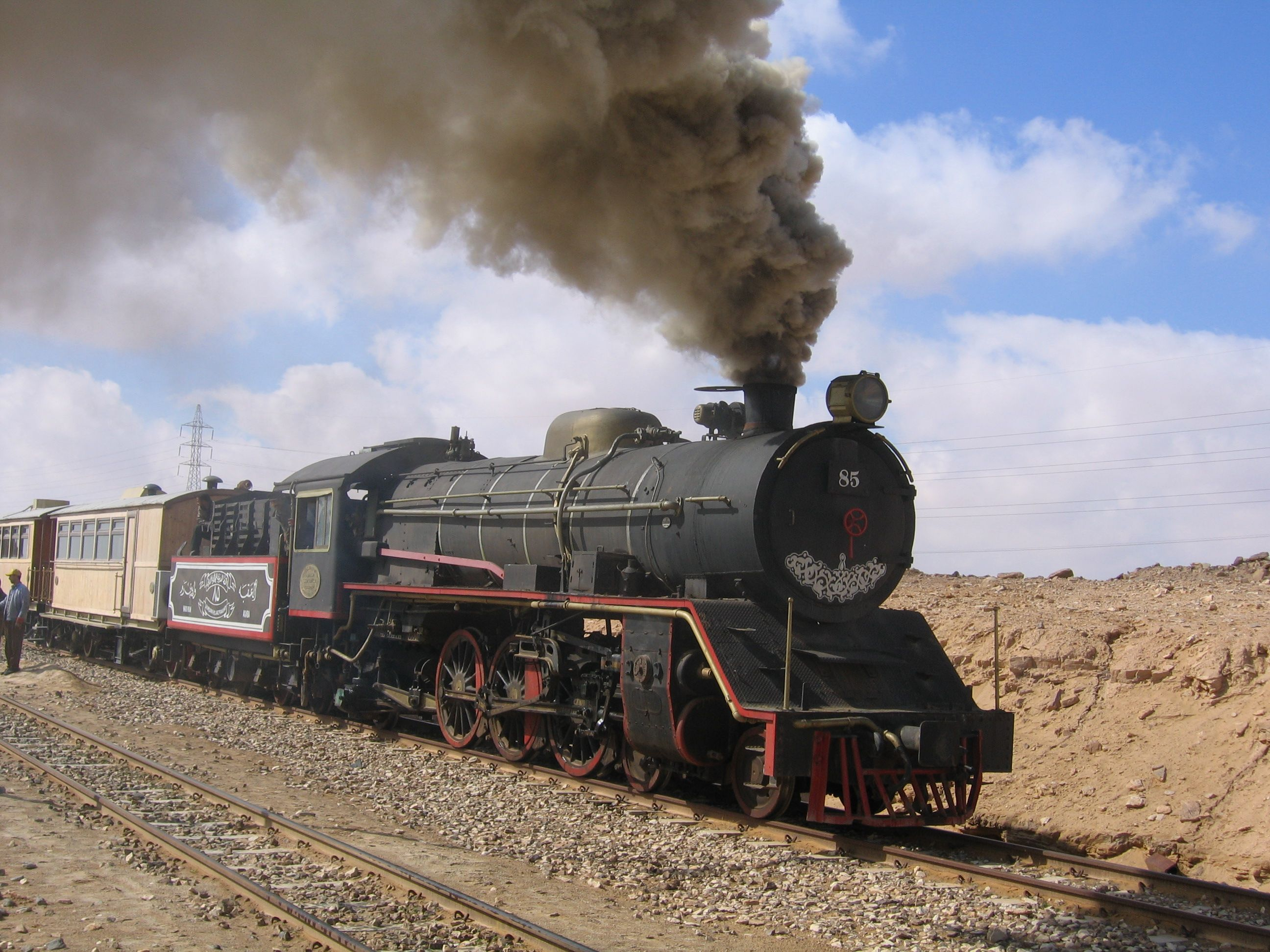
قطار في الأردن، صنع باليابان سنة 1959م